# Karen Silkwood
Karen Gay Silkwood (19. února 1946 Longview– 13. listopadu 1974) byla americká chemická technoložka a odborová aktivistka známá díky upozorňování na praktiky týkající se zdraví a bezpečnosti v jaderném zařízení.
Pracovala v závodu Kerr-McGee Cimarron Fuel Fabrication Site v Oklahomě, kde vyráběla plutoniové pelety, a stala se první ženou ve vyjednávacím týmu odborů v tomto závodu. O svých obavách ohledně bezpečnosti v závodě svědčila před Komisí pro atomovou energii. Později byla zjištěna kontaminace jejího vlastního těla a zařízení její domácnosti plutoniem. Cestou na schůzku s novinářem New York Times a úředníkem národní kanceláře její odborové organizace za nejasných okolností zahynula při autonehodě.
Její rodina žalovala společnost Kerr-McGee za kontaminaci plutoniem, kterou Silkwood utrpěla. Společnost spor nakonec urovnala mimosoudně částku 1,38 milionu dolarů, nicméně nepřijala odpovědnost.
Její příběh byl zaznamenán ve snímku Silkwoodová režiséra Mike Nicholse z roku 1983, který byl nominovaný na Oscara. Karen Gay Silkwood byla ve filmu ztvárněna herečkou Meryl Streep.

## Rodina
Karen Gay Silkwood se narodila v Longview v Texasu jako dcera Merle (rozená Biggs; 1926-2014) a Williama Silkwooda (1924-2004) a vyrůstala v Nederlandu v Texasu. Měla dvě sestry, Lindu a Rosemary. Navštěvovala Lamar University v Beaumont v Texasu. V roce 1965 se provdala za Williama Meadowse, pracovníka ropovodu, se kterým měla tři děti. Po bankrotu páru kvůli Meadowsovu nadměrnému utrácení tváří v tvář jeho odmítnutí ukončit mimomanželský poměr ho Silkwood v roce 1972 opustila a přestěhovala se do Oklahoma City, kde krátce pracovala jako úřednice v nemocnici.

## Aktivita v odborech
Poté, co byla v roce 1972 přijata do závodu Kerr-McGee Cimarron Fuel Fabrication Site poblíž Crescentu v Oklahomě, vstoupila Silkwood do místní pobočky odborového svazu pracovníků v ropném, chemickém a jaderném průmyslu (Oil, Chemical & Atomic Workers Union) a zúčastnila se stávky v závodě. Po skončení stávky byla zvolena do vyjednávacího výboru odborové organizace - jako první žena, která dosáhla této pozice v závodě Kerr-McGee. Byla přidělena k prošetřování otázek bezpečnosti a ochrany zdraví. Její pátrání ji dovedlo k řadě případů, které považovala za porušování zdravotních předpisů, a to včetně vystavení zaměstnanců kontaminaci, používání vadné ochrany dýchacích cest a nesprávného skladování vzorků. Věřila, že nedostatečný počet sprch může zvyšovat riziko kontaminace zaměstnanců.
Odborový svaz uvedl, že „závod společnosti Kerr-McGee vyráběl vadné palivové tyče, falšoval záznamy o kontrole výrobků a vystavoval své zaměstnance nebezpečí“. Svaz hrozil společnosti soudem. V létě roku 1974 svědčila Silkwood před Komisí pro atomovou energii (AEC) o kontaminaci. Tvrdila, že bezpečnostní standardy kvůli zrychlení výroby poklesly. Při slyšeních vystupovala spolu s dalšími členy odborů.

### Kontaminace plutoniem
5. listopadu 1974 provedla Silkwoodová rutinní samokontrolu a zjistila, že její tělo obsahovalo téměř 400násobek zákonného limitu pro kontaminaci plutoniem. V továrně byla dekontaminována a poslána domů s testovací soupravou, aby shromáždila moč a výkaly pro další analýzu. Ačkoli zevnitř jejích rukavic bylo plutonium, v rukavicích nebyly žádné díry, kterými by se kontaminace mohla dostat dovnitř. To naznačuje, že ke kontaminaci nedošlo zevnitř odkládací schránky, ale z jiného zdroje.
6. listopadu ráno cestou na vyjednávací setkání odborů, měla Silkwood znovu pozitivní test na plutonium, i když toho rána vykonávala pouze kancelářskou práci. Byla provedena intenzivnější dekontaminace.
7. listopadu bylo při jejím vstupu do závodu zjištěno, že je opět kontaminována. A to tak, že dokonce vydechovala kontaminovaný vzduch. Tým specialistů ji doprovodil zpět do jejího domova a našel stopy plutonia na několika površích, zejména v koupelně a lednici. Když byl dům později vyklizen a dekontaminován, musela být část jejího majetku zničena. Silkwood, její přítel Drew Stephens a její spolubydlící Dusty Ellis byli posláni do Národní laboratoře Los Alamos k podrobnějšímu testování, aby se zjistil rozsah kontaminace v jejich tělech.
Otázkou bylo, jak během tohoto třídenního období mohlo dojít ke kontaminaci Silkwood. Podle jejího vyjádření ke kontaminaci zjištěné v koupelně mohlo dojít, když ráno 7. listopadu omylem rozlila vzorek moči. To bylo v souladu s tím, že vzorky, které odebrala doma, měly extrémně vysokou úroveň kontaminace, zatímco vzorky odebrané v „čerstvých“ nádobách v závodě a v Los Alamos vykazovaly mnohem nižší kontaminaci.
Silkwood se domnívala, že k její kontaminaci muselo dojít uvnitř závodu. Vedení společnosti Kerr-McGee tvrdilo, že se Silkwood kontaminovala sama, aby vrhla na společnost špatné světlo. Podle knihy Richarda L. Rashkeho The Killing of Karen Silkwood (1981/2000) byla bezpečnost v závodě tak nedostatečná, že pracovníci mohli snadno propašovat hotové plutoniové pelety. Rashke píše, že rozpustný typ plutonia nalezený v těle Silkwood pocházel z produkční části provozu, do které se nedostala po dobu čtyř měsíců před kontaminací. Pelety byly od té doby uloženy v trezoru zařízení.

## Smrt
Silkwood prohlásila, že pro svá tvrzení o problémech s bezpečností má dostatek dokladů, a to včetně firemních dokumentů. S těmito důkazy se rozhodla vyjít na veřejnost a kontaktovala Davida Burnhama z New York Times, který se o její příběh zajímal. 13. listopadu 1974 opustila Silkwood odborové setkání v kavárně Hub v Crescentu. Další účastník tohoto setkání později vypověděl, že Silkwood měla v kavárně pořadač a balíček dokumentů. Silkwood nastoupila do své Hondy Civic a zamířila sama do Oklahoma City vzdáleného asi 30 mil (48 km), kde se měla setkat s Burnhamem a také se Stevem Wodkou, úředníkem národní kanceláře jejího svazu. Později večer bylo tělo Silkwood nalezeno v jejím autě, které sjelo ze silnice a narazilo do propustku na východní straně státní silnice 74 (180 m jižně od křižovatky s West Industrial Road; 35.855233° N, 97.584963° W). Ve voze nebyly žádné z dokumentů, které s sebou měla při odjezdu z kavárny Hub. Byla prohlášena za mrtvou na místě.

### Vyšetřování úmrtí a kontaminace
Incident byl považován za autonehodu. Policista přítomný na místě činu si následně vybavil, že v autě našel jednu nebo dvě tablety sedativního metakvalonu (Quaalude) a také marihuanu. Policejní zpráva naznačila, že za volantem usnula. Koroner zjistil v době jejího úmrtí v její krvi 0,35 miligramu metakvalonu na 100 mililitrů krve - téměř dvojnásobek doporučené dávky pro vyvolání ospalosti.
Někteří novináři se domnívali, že do jejího vozu zezadu vrazilo jiné vozidlo, které ji vytlačilo ze silnice. Na silnici se nacházely smykové stopy jejího vozu, což naznačuje, že se pokoušela dostat zpět na silnici poté, co byla tlačena zezadu.
Vyšetřovatelé také zaznamenali poškození na zadní části vozidla. Podle přátel a rodiny Silkwood bylo auto v zadní části před nehodou bez poškození. Jelikož srážka byla výhradně čelní srážkou, poškození zadní části jejího vozidla nedávalo smysl. Mikroskopické vyšetření zadní části vozu ukázalo třísky laku, které mohly pocházet pouze z nárazu zezadu jiným vozidlem. Rodina ale tvrdila, že nevěděla o žádných nehodách jakéhokoli druhu, které Silkwood s autem měla, a že Honda Civic z roku 1974, kterou řídila, byla při zakoupení nová a na toto vozidlo nebyly podány žádné pojistné události.
Její příbuzní také potvrdili, že chybějící dokumenty brala na schůzi odborů a uložila je na sedadlo vedle sebe. Podle její rodiny velmi krátce před smrtí obdržela několik výhružných telefonátů. Spekulace ale nebyly nikdy podloženy.
Scéna s atentátem ve filmu Čínský syndrom, ve kterém je auto postavy Hektora vytlačeno ze silnice, je založena na teoretické verzi smrti Silkwood. Ve filmu agenti elektrárny dojedou Hektorovo vozidlo a opakovaně do něj zezadu narazí, dokud zařízení na jejich předním nárazníku nezapadne do jeho zadního nárazníku. Následně pomocí tohoto zařízení nadzvednou zadní část vozidla a auto vytlačí přes okraj útesu. Policisté následně z vozidla vezmou dokumenty a předají je vrahům, protože na dokumentech je uvedeno jméno jejich společnosti. To by mohlo být vykládáno jako pokus producentů filmu ovlivnit soudní porotu v případu týkajícím se Silkwood. Právě z tohoto důvodu bylo porotě zakázáno v průběhu procesu se na tehdy zcela nový film podívat.
Kvůli obavám z kontaminace si Komise pro atomovou energii a State Medical Examiner vyžádali analýzu orgánů Silkwood v Los Alamos. Velká část radioaktivní kontaminace byla v plicích, což naznačuje, že plutonium vdechla. Nejvyšší obsah plutonia byl ale nalezen v obsahu její trávicí soustavy, což naznačuje, že plutonium také pozřela.
Podezření veřejnosti vedlo k federálnímu vyšetřování bezpečnosti zařízení. Národní veřejnoprávní rozhlas (National Public Radio) uvedl, že šetření v provozu zjistilo ztrátu 20 až 30 kg plutonia.
Společnost Kerr-McGee uzavřela své provozy na výrobu jaderného paliva v roce 1975. Ministerstvo energetiky (DOE) prohlásilo závod Cimarron za dekontaminovaný a vyřazený z provozu v roce 1994.

## Silkwood vs.Kerr-McGee
Otec Silkwood Bill a její děti podaly na Kerr-McGee žalobu za nedbalost jménem pozůstalých. Soud se konal v roce 1979 a trval deset měsíců, do té doby nejdéle v historii Oklahomy. Soud skončil mimosoudním vyrovnáním - společnost vyplatila pozůstalým 1,38 milionu dolarů, přičemž odmítla uznat svojí vinu.